# Robert Neubauer
Robert Neubauer [nôjbáu̯ər/nôjbávər], slovenski zdravnik ftiziolog, * 7. december 1895, Dunaj, † 3. maj 1969, Ljubljana.

## Življenjepis
Neubauer je medicino študiral na Dunaju, kjer je leta 1922 tudi diplomiral. Po koncu študija se je zaposlil v zdravilišču za tuberkulozo na Golniku; ustanova je pod njegovim vodstvom prerasla v najsodobnejšo ter strokovno najboljšo bolnišnico za pljučne bolezni v takratni Jugoslaviji.
Od leta 1941 do 1944 je bil zdravnik v Ljubljani in sodeloval z OF, leta 1944 je odšel v partizane. Nato v južni Italiji blizu Barija prevzel vodstvo partizanske bolnišnice. Ob koncu vojne je kot vodja jugoslovanske delegacije Rdečega križa zbiral pomoč za Jugoslavijo v Kanadi, Združenem kraljestvu in ZDA, nato delal v zdravstvu ; med drugim je bil od leta 1948 do 1951 načelnik Uprave za borbo proti tuberkulozi, 1952 do 1955 pa je aktivno sodeloval v sekciji za tuberkulozo Svetovne zdravstvene organizaije v Ženevi. V tej vlogi so mu bile zaupane tudi številne strokovne naloge in misije v Evropi in Afriki; leta 1954 in 1955 je delal kot izvedenec te organizacije na Cejlonu.
Neubauer je postal leta 1951 redni profesor na Medicinski fakulteti v Ljubljani; na MF je začel ponovno delati 1956 in bil tudi predstojnik ftiziološke klinike. Leta 1961 je bil izbran za rednega člana SAZU.
Neubauer je bil ustanovitelj slovenske ftiziologije, katere doktrina je imela velik vpliv tudi na razvoj zdravstvene službe v Jugoslaviji in pomemben organizator boja proti tuberkulozi

## Delo
Neubauer je uvedel številne nove diagnostične  metode. V sodelovanju z dr. B. Lavričem je v zdravljenje tuberkuloze vpeljal tudi zahtevne kirurške posege. Leta 1937 pa sta skupaj z T. Furlanom kot prva na Balkanu izvedla novo operativno metodo t. i. pnevmolizo in s tem pri zdravljenju tuberkuloze še bolj uveljavila sloves t. i. golniške šole. Dr. Neubauer se je posvečal tudi preventivnemu delu; pripravil je t. i. Načrt za zatiranje jetike v Dravski banovini in ga začel 1930 tudi uresničevati. Skupaj z ravnateljem Okrožnega urada za zavarovanje delavcev Jožo Bohinjcem je ustanavljal in širil mrežo protituberkuloznih dispanzerjev, od 1928 organiziral vsakoletne t. i. golniške tečaje, ki so po letu 1933 postali pomembeni tudi v jugoslovanskem merilu.
Neubauer je napisal več kot 120 strokovnih in znanstvenih člankov. Bil je glavni urednik Zdravniškega vestnika (1932 - 1938), jugoslovanskega časopisa Tuberkuloza (1949 -1965), urednik Vojno-sanitetskega glasnika (1954) in urednik edinega tovrstnega prevojnega poljudnoznanstvenega časopisa Delo proti tuberkulozi.